# Kattalaich
Kattalaich ist ein Ortsteil des Marktes Markt Indersdorf im oberbayerischen Landkreis Dachau. Die Einöde liegt circa vier Kilometer nordwestlich von Indersdorf und ist über die Kreisstraße DAH 2 zu erreichen.
Der Ort wurde im 14. Jahrhundert erstmals erwähnt.
Am 1. Januar 1972 wurde Kattalaich als Ortsteil der ehemals selbständigen Gemeinde Langenpettenbach in die Gemeinde Markt Indersdorf eingegliedert.